# هيلاري بونير
هيلاري بونير (بالإنجليزية: Hilary Bonner)‏ هي كاتِبة بريطانية، ولدت في 1949 في Bideford ‏ في المملكة المتحدة.